# Mintaka
Mintaka (δ Orionis, δ Ori) je zvezda u sazvežđu Orion. Ona je zapravo dvojna zvezda koja se sastoji od plavog džina klase B i male, ali toplije zvezde klase O. Ove zvezde orbitiraju oko zajedničkog centra mase svakih 5.73 dana. Mintaka je od Sunca sjajnija 90 000 puta i ima 20 puta veću masu.

## Ime
Ime Mintaka potiče od arapskog  منطقة što znači pojas. Često se izgovara i kao Mantaka, u zavisnosti od prevoda. Takođe, svaki narod za Mintaku često ima narodni naziv koji na nešto asocira. U Meksiku na primer, Mintaka je stekla naziv Mojet (vrsta ovce sa velikim rogovima). U hrišćanskoj mitologiji, ova zvezda poznata je kao Baltazar, kao jedan od mudraca koje putuju ka Betelemu (Sirijus).

## Specifikacije
Mintaka se nalazi u desnom delu Orionovog pojasa koji sačinjavaju još dve zvezde: Alnilam i Alnitak. Nalazi se na koordinatama: 05h 32m 00.400s po rektascenziji i −00° 17′ 56.74″ po deklinaciji. Prividna magnituda je 2.23 (Ako se komponente u Mintaki gledaju odvojeno, onda 6.85 i 14.0) a apsolutna −4.99. Paralaksa iznosi 4.71 ± 0.58 miliarksekundi.